# Athetis variana
Athetis variana là một loài bướm đêm trong họ Noctuidae.